# Grand Prix du Comminges 1934
Grand Prix du Comminges 1934 je bila neprvenstvena dirka za Veliko nagrado v sezoni 1934. Odvijala se je 26. avgusta 1934 v Saint-Gaudensu.

## Poročilo

### Pred dirko
Nemški moštvi Auto Union in Mercedes-Benz sta se udeležili le dirke Veliko nagrado Švice, ki je potekala na isti dan med tem, ko sta moštvi Scuderia Ferrari in Whitney Straight Ltd. porazdelila dirkače na obe dirki. Nastopil je tudi Jean-Pierre Wimille v tovarniškem moštvu Automobiles Ettore Bugatti. 

### Dirka
Na štartu dirke je povedel Whitney Straight, ki je štartal iz najboljšega štartnega položaja, toda že po nekaj krogih sta ga prehitela Gianfranco Comotti in Philippe Étancelin. Straight je po zgodnjem odstopu Francoza zaradi okvare vzmetenja napredoval na drugo mesto, toda po dodatnem postanku v boksih je ponovno padel na tretje, saj ga je prehitel tudi Goffredo Zehender. Comotti, ki je dobil mesto v Ferrarijevem moštvu po smrtni nesreči Guya Molla na dirki Coppa Acerbo, je zmagal z več kot minuto prednosti pred Zehenderjem, Straight pa je ostal tretji s skoraj tremi minutami zaostanka za zmagovalcem.

## Rezultati

### Dirka
| Poz | Št | Dirkač                      | Moštvo                     | Dirkalnik        | Krogi | Čas/Odstop | Št. m. |
| --- | -- | --------------------------- | -------------------------- | ---------------- | ----- | ---------- | ------ |
| 1   | 34 | Gianfranco Comotti          | Scuderia Ferrari           | Alfa Romeo P3    | 35    | 2:33:49,8  | 5      |
| 2   | 10 | Goffredo Zehender           | Officine Alfieri Maserati  | Maserati 8CM     | 35    | + 1:15,2   | 10     |
| 3   | 2  | Whitney Straight            | Whitney Straight Ltd.      | Maserati 8CM     | 35    | + 2:55,2   | 1      |
| 4   | 12 | Benoit Falchetto            | Ecurie Braillard           | Maserati 8CM     | 34    | +1 krog    | 12     |
| 5   | 8  | Jean-Pierre Wimille         | Automobiles Ettore Bugatti | Bugatti T59      | 33    | +2 kroga   | 8      |
| 6   | 16 | José María de Villapadierna | Privatnik                  | Maserati 8CM     | 32    | +3 krogi   | 9      |
| 7   | 18 | Robert Brunet               | Privatnik                  | Bugatti T51      | 31    | +4 krogi   | 13     |
| 8   | 22 | Mlle. Hellé-Nice            | Privatnik                  | Alfa Romeo Monza | 31    | +4 krogi   | 11     |
| Ods | 4  | Rupert Featherstonhaugh     | Whitney Straight Ltd.      | Maserati 26M     | 23    | Trčenje    | 7      |
| Ods | 20 | Jean Delmot                 | Privatnik                  | Bugatti T51      | 20    |            | 14     |
| Ods | 32 | Marcel Lehoux               | Scuderia Ferrari           | Alfa Romeo P3    | 16    | Motor      | 2      |
| Ods | 30 | Juan Zanelli                | Privatnik                  | Alfa Romeo Monza | 12    |            | 6      |
| Ods | 18 | Philippe Étancelin          | Privatnik                  | Maserati 8CM     | 6     | Vzmetenje  | 3      |
| Ods | 6  | Raymond Sommer              | Privatnik                  | Maserati 8CM     | 2     |            | 4      |
| DNA | 14 | José Scaron                 | Ecurie Braillard           | Maserati         |       |            |        |
| DNA | 24 | Genaro Léoz-Abad            | Privatnik                  | Maserati         |       |            |        |
| DNA | 26 | Robert Blondiaux            | Privatnik                  | Bugatti          |       |            |        |